# Ikalamavony
Ikalamavony är en ort i Madagaskar.   Den ligger i regionen Haute Matsiatraregionen, i den centrala delen av landet, 270 km söder om huvudstaden Antananarivo. Ikalamavony ligger 818 meter över havet och antalet invånare är 15 601.
Terrängen runt Ikalamavony är kuperad österut, men västerut är den platt. Runt Ikalamavony är det ganska glesbefolkat, med 31 invånare per kvadratkilometer. Det finns inga andra samhällen i närheten. Omgivningarna runt Ikalamavony är huvudsakligen savann.